# Walter Renner (Radsportler)

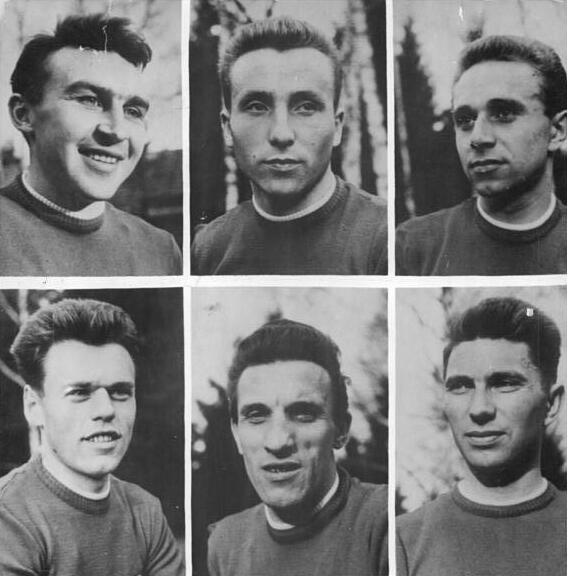
Josef Křivka, Jan Malten, Zdeněk Hasman, Miroslav Mareš, Walter Renner, Rudolf Revay

Walter Renner (* 26. August 1931 in Kežmarok; † 12. Oktober 2008) war ein tschechoslowakischer Radrennfahrer.

## Sportliche Laufbahn
Renner wurde 1958 Sieger der Slowakei-Rundfahrt vor Josef Krivka. Dabei gewann er eine Etappe. 1957 siegte er Eintagesrennen Košice–Tatry–Košice. In der DDR wurde er 1958 beim Sieg von Gustav-Adolf Schur Dritter im Sachsenringrennen.
Zweimal startete er für die Nationalmannschaft der Tschechoslowakei in der Internationalen Friedensfahrt, 1959 wurde er 35., 1960 51. der Gesamteinzelwertung.